# Meganoton nyctiphanes
Meganoton nyctiphanes är en fjärilsart som beskrevs av Walker 1856. Meganoton nyctiphanes ingår i släktet Meganoton och familjen svärmare. Inga underarter finns listade i Catalogue of Life.

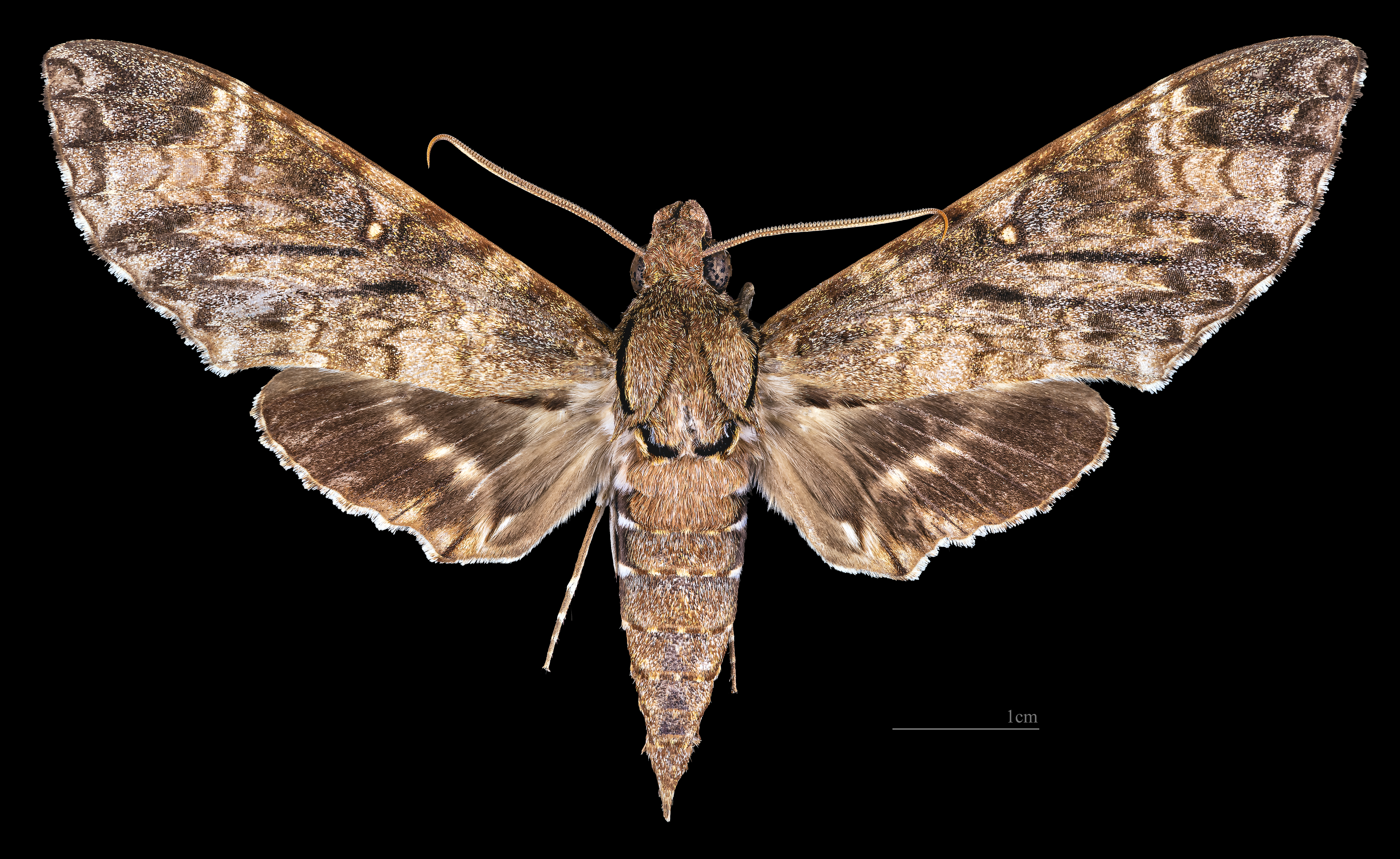
Meganoton nyctiphanes ♂
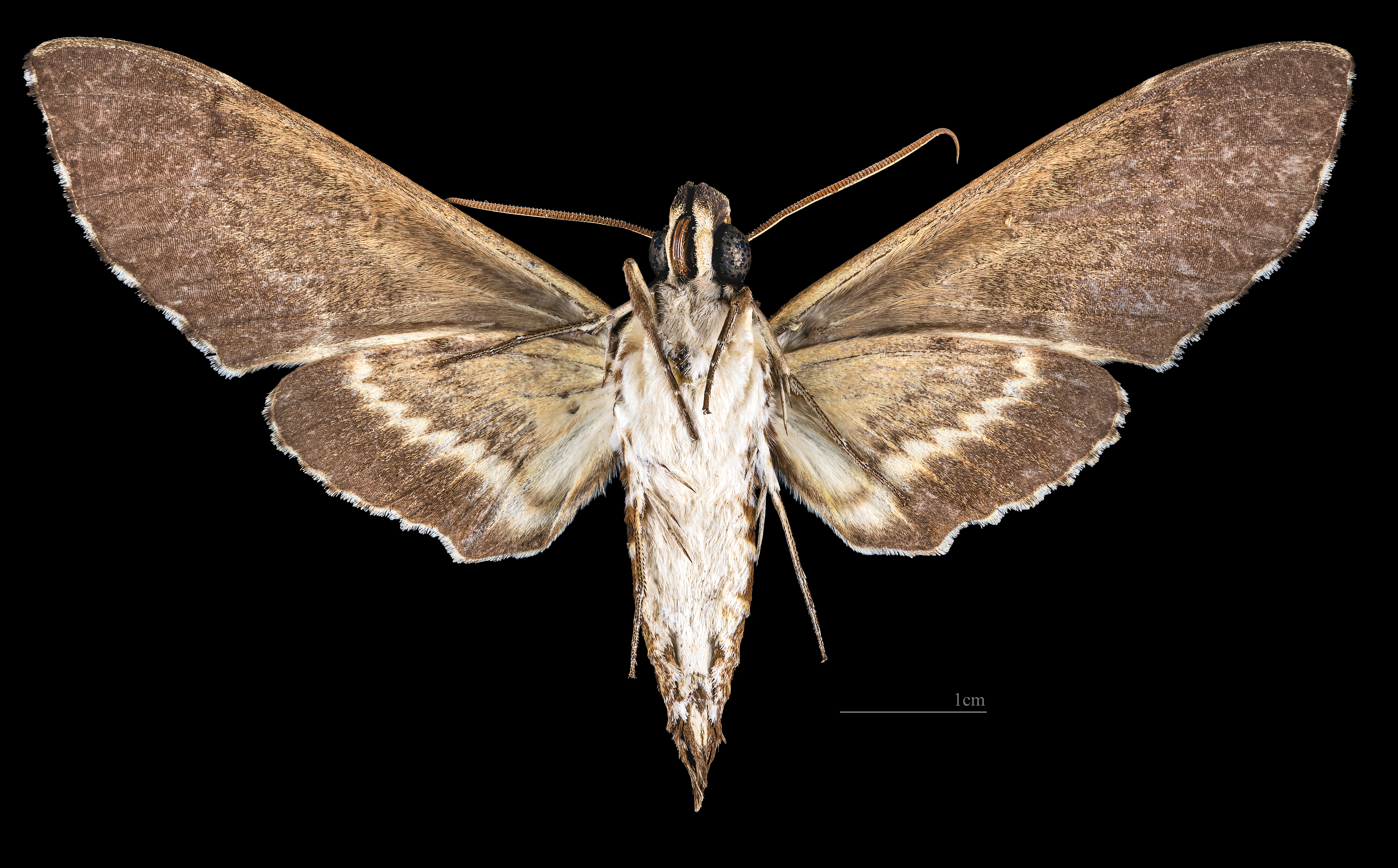
Meganoton nyctiphanes ♂  △

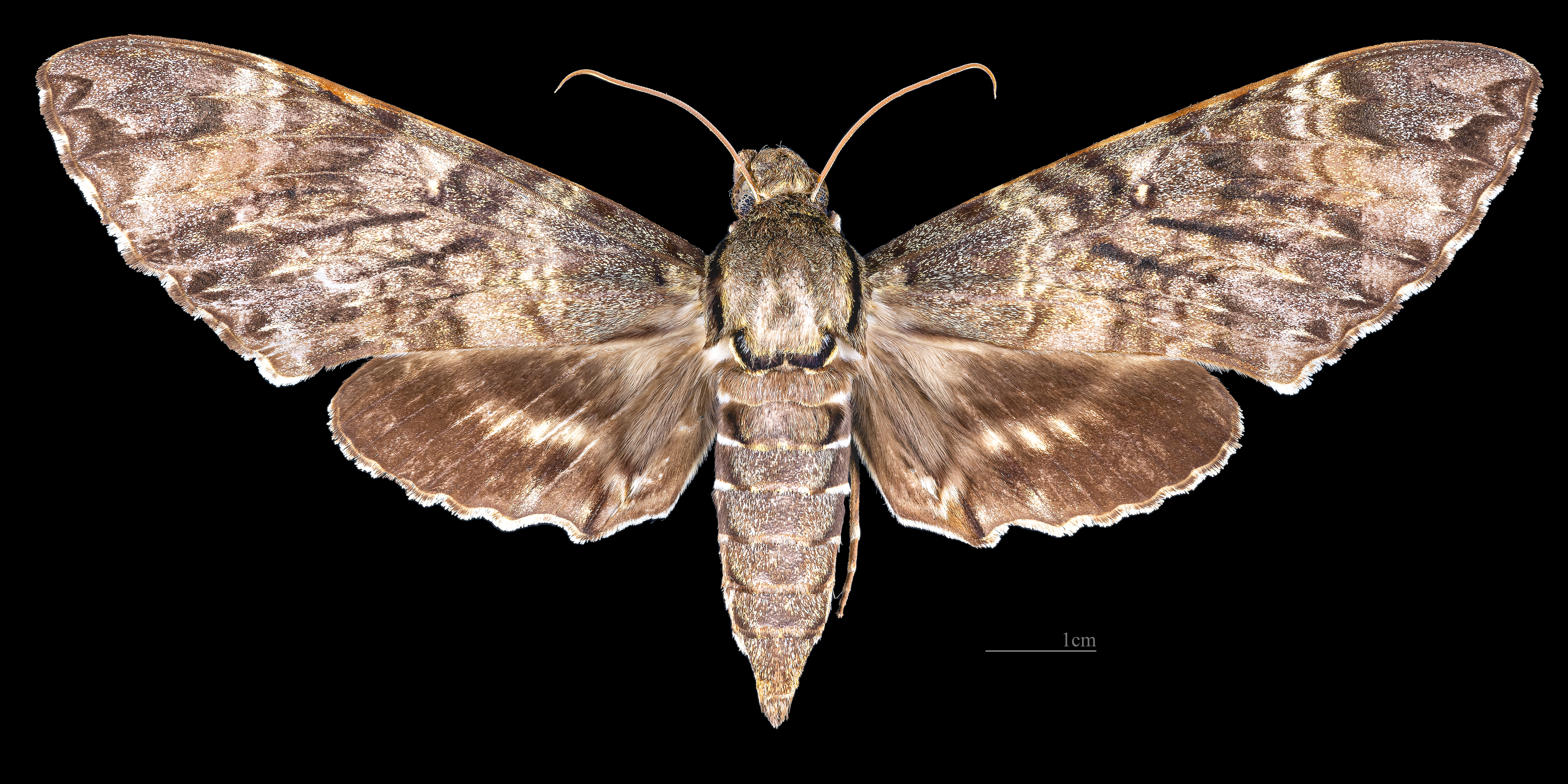
Meganoton nyctiphanes  ♀
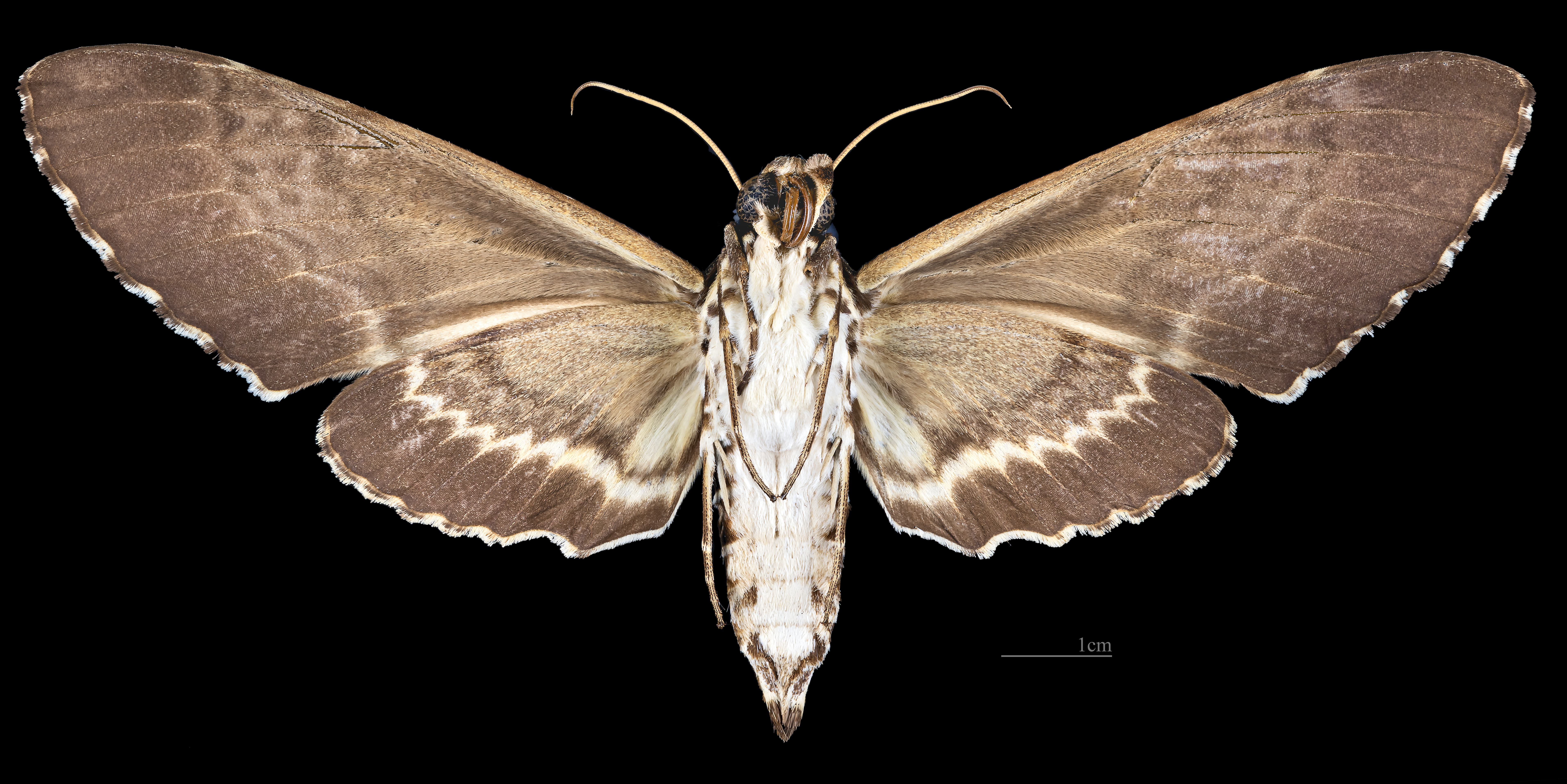
Meganoton nyctiphanes  ♀  △